# جويس ماير
جويس ماير (بالإنجليزية: Joyce Meyer)‏ هي رئيسة (مؤسسة جويس ماير التبشيرية) وإحدى الشخصيات المعروفة جيدا في مجال التعليم والتبشير المسيحي، فهي خطيبة وكاتبة تعمل في مجال التعليم والتبشير المسيحي مع وزوجها دايف ماير، كما أنها مؤلفة لأكثر الكتب مبيعاً حسب تصنيف مجلة نيويورك تايمز، إذ ألفت أكثر من 80 كتاباً تُرجم معظمها إلى أكثر من 80 لغة مختلفة ووزعت أكثر من 12 مليون نسخة منها حول العالم ويُباع ملايين النسخ منها كل عام.
تعقد جويس ما يقرب من 12 مؤتمر سنوياً على المستوى الإقليمي والعالمي تشجع من خلالها الحاضرين أن يستمتعوا كل يوم بحياتهم. وعلى مدار 30 عاماً، حضرت أكثر من 200,000 سيدة من أقطاب العالم المختلفة المؤتمر السنوي الذي تعقده جويس للسيدات في سانت لويس والذي تتحدث فيه في كل عام عن موضوع مختلف بصحبة نخبة من المتكلمين الآخرين. كما تقدم أيضاً برنامج إذاعي وتليفزيوني بعنوان «استمتع بحياتك كل يوم» يُبث حول العالم.
تسافر جويس باستمرار لزيارة المشروعات الخاصة بـ «هاند اوف هوب» أو يد المعونة وخدمات جويس ماير الإرسالية الموجودة حول العالم بما فيها تلك التي في سانت لويس -المدينة التي تعيش فيها جويس.
ويعتبر مشروع «دريم سنتر» أو مركز الأحلام القائم في مدينة سانت لويس أحد تلك المشروعات، وهو موجود لكي يخدم قاطني المدينة ببرامج عملية تهدف إلى توصيل محبة المسيح إلى الضالين والمتألمين وهو مشروع أسسته جويس مع زوجها ديف عام 2000 وبعتبر جزء لا يتجزأ من خدمات جويس ماير.